# فرودگاه بین‌المللی هنری کواندا
فرودگاه بین‌المللی هنری کواندا (به رومانیایی: Aeroportul Internaţional Henri Coandă) یک فرودگاه همگانی و نظامی است که در شهر بخارست کشور رومانی قرار دارد. این فرودگاه دارای یک باند فرود از جنس بتن است که ۳۵۰۰ متر طول دارد و در ارتفاع ۳۱۴ متری از سطح دریا واقع شده‌است.

## شرکت‌های هواپیمایی و مقصدهای پروازی

### مسافری
| شرکت‌های هواپیمایی                             | مقصدهای پروازی |
| --------------------------------------------- | --- |
| ایجین ایرلاینز                                | آتن چارتر فصلی: خانیا، کورفو، هراکلین، جزیره کوس، ملی جزیره میکناس، رود، ملی سادورینی، زاکینثوس |
| آئروفلوت                                      | شرمتیوو |
| ایر بخارست                                    | چارتر فصلی: آنتالیا، میلاس-بودروم، کورفو، هراکلین، غردقه، جزیره کوس، پالما د مایورکا، رود |
| ایر فرانس                                     | شارل دوگل پاریس |
| ایر مولداوا                                   | کیشیناو |
| ایر صربیا                                     | بلگراد نیکولا تسلا |
| هواپیمایی ارکیا                               | فصلی: بن گوریون |
| آسترا ایرلاینز                                | سالونیک |
| اطلس گلوبال                                   | چارتر فصلی: آنتالیا |
| آسترین ایرلاینز                               | وین |
| آسترین ایرلاینز                               | وین |
| بلو ایر                                       | بارسلونا-ال پرات، باووایس-تیلی، اوریو آل سریو، بیرمنگام، بلوونی گوگلیلمو مارکونی، بوردو–مریگناک، بروکسل، کستلون-کوستا ازاهار، کاتانیا-فونتاناروسا، کلوژ-نپوکا، کلن بن، کپنهاگ، دوبلین، پره‌تولا، گلاسگو، هلسینکی, هامبورگ، یاش، لارناکا، لیسبون پورتلا، جان لنون لیورپول، لوتن لندن، لیون-سینت اگزوپری، مادرید-باراخاس، مالاگا، لینیت، ناپل، نیس کوت دازور، اورادیا، گاردرموئن اسلو، لئوناردو دا وینچی-فیومیچینو، استکهلم-آرلاندا، اشتوتگارت، بن گوریون، تورین کاسله، والنسیا فصلی: آنتالیا، میلاس-بودروم، کورفو، ملی اکتیون، ترایان وویا، زاکینثوس |
| بریتیش ایرویز                                 | هیترو لندن |
| هواپیمایی کرواسی                              | فصلی: زاگرب |
| چک ایرلاینز                                   | پراگ رازیون |
| دنیپرواویا                                    | بوریسپیل |
| ال عال                                        | بن گوریون |
| الین‌ایر                                       | فصلی: هراکلین، سالونیک |
| یورو وینگز                                    | دوسلدورف |
| فلای‌دبی                                       | دوبی |
| ایبریا اکسپرس                                 | فصلی: مادرید-باراخاس |
| شرکت هواپیمایی اسرایر                         | فصلی: بن گوریون |
| کاال‌ام                                        | اسخیپول آمستردام |
| لوت پولیش ایرلاینز                            | شوپن ورشو |
| لوفت‌هانزا                                     | فرانکفورت، مونیخ |
| لوفت‌هانزا رجینال اجرا توسط لوفت‌هانزا سیتی‌لاین | فرانکفورت، مونیخ |
| نوول‌ایر                                       | چارتر فصلی: تونس قرطاج |
| پگاسوس ایرلاینز                               | صبیحه گوکچن |
| هواپیمایی قطر                                 | حمد |
| رایان‌ایر                                      | آتن، اوریو آل سریو، برلین شونفلد، بلوونی گوگلیلمو مارکونی، بریستول، بروکسل جنوب شرلروآ، دوبلین، استانستد لندن، مادرید-باراخاس، میلانو مالپنسا، پالرمو، چمپینو، رم، ترایان وویا |
| هواپیمایی اسکاندیناوی                         | کپنهاگ |
| سوئیس اینترنشنال ایرلاینز                     | زوریخ |
| تاپ پرتغال                                    | لیسبون پورتلا |
| تاروم                                         | اسخیپول آمستردام، آتن، بارسلونا-ال پرات، رفیق حریری بیروت، بلگراد نیکولا تسلا، بروکسل، بوداپست فرنک لیست، کیشیناو، کلوژ-نپوکا، فرانکفورت، هامبورگ، یاش، آتاترک، لارناکا، هیترو لندن، مادرید-باراخاس، مونیخ، اورادیا، شارل دوگل پاریس، پراگ رازیون، لئوناردو دا وینچی-فیومیچینو، ستو ماره، صوفیه، استکهلم-آرلاندا، سوچاوا، بن گوریون، سالونیک، ترایان وویا، والنسیا، وین فصلی: آلیکانته-الچه، ملکه علیا، ژنو، نیس کوت دازور چارتر فصلی: آنتالیا، میلاس-بودروم، کورفو، هراکلین، غردقه، جزیره کوس، ملی جزیره میکناس، پالما د مایورکا، ملی اکتیون، رود، ملی سادورینی، شرم‌الشیخ، ملی جزیره اسکیاتوس، تنریف جنوبی                                                                              |
| تونس ایر                                      | چارتر فصلی: تونس قرطاج |
| ترکیش ایرلاینز                                | آتاترک |
| ویولینگ                                       | فصلی: بارسلونا-ال پرات، بیلبائو |
| ویز ایر                                       | فرتیلیا، آلیکانته-الچه، بارسلونا-ال پرات، باری، بازل-مولوز-فرایبورگ اروپا، باووایس-تیلی، اوریو آل سریو، بیلاند، بیرمنگام، بلوونی گوگلیلمو مارکونی، بوداپست فرنک لیست، کاتانیا-فونتاناروسا، بروکسل جنوب شرلروآ، کلوژ-نپوکا، دونکاستر شفیلد رابین‌هود، دورتموند، آل مکتوم، آیندهوون، ژنو، گلاسگو، گوتنبرگ-لاندوتر (آغاز از ۱۴ آوریل ۲۰۱۸), هانوفر، لامتزیا ترمه، لارناکا، لیسبون پورتلا، گاتویک، لوتن لندن، مادرید-باراخاس، مالاگا، مالمو، مالت، ناپل، نیس کوت دازور (آغاز از ۱۵ آوریل ۲۰۱۸), نورنبرگ، پروگیا، آبروتزو، گالیله، چمپینو، رم، سندفیورد، تورپ، استکهلم-اسکاوستا، بن گوریون، تنریف جنوبی، ترویزو، تورین کاسله، والنسیا، ساراگوسا، شوپن ورشو فصلی: عوودا (آغاز از ۲۹ اکتبر ۲۰۱۷) |

### باری
| شرکت‌های هواپیمایی                               | مقصدهای پروازی                                    |
| ----------------------------------------------- | ------------------------------------------------- |
| ASL Airlines Belgium                            | لیژ، مونیخ، صوفیه                                 |
| دی‌اچ‌ال اوییشن                                   | اوریو آل سریو، بوداپست فرنک لیست، کیشیناو، ترویزو |
| یوپی‌اس ایرلاینز اجرا توسط ای‌اس‌ال ایرلاینز سوئیس | کلن بن، کاتوویتس                                  |